# 達卡衛
42°22′45″S 73°38′50″W / 42.37917°S 73.64722°W

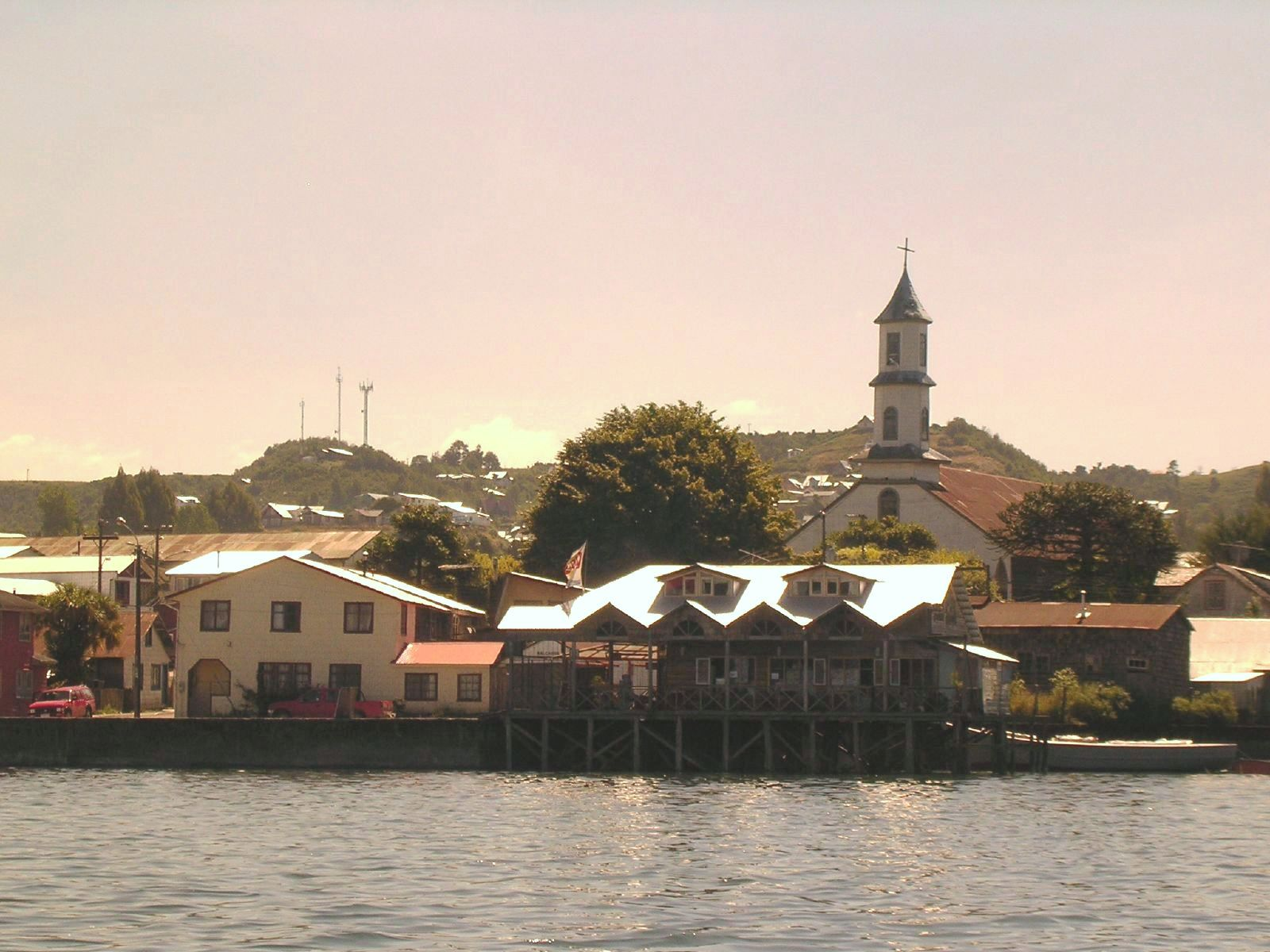

達卡衛（西班牙語：Dalcahue），是智利的城鎮，位於該國中南部湖大區的奇洛埃省，面積1,239.4平方公里，海拔高度1米，主要經濟活動有商業、旅遊業、加工業和農業，2012年人口13,076人，人口密度每平方公里11人。